# Inspektorat Kowel Armii Krajowej
Inspektorat Kowel Armii Krajowej – terenowa struktura Okręgu Wołyń Armii Krajowej.

## Struktura organizacyjna
Struktura organizacyjna podana za Atlas polskiego podziemia niepodległościowego:
- Obwód Kowel-Miasto AK „Klin”
  - Odcinek Kowel-Śródmieście
  - Odcinek Kowel II
  - Odcinek Kowel-Górka
  - Odcinek Zielonka pod Kowlem
- Obwód Kowel-Teren AK
  - Odcinek Turzysk
  - Odcinek Hołoby
- Obwód Luboml AK „Kowadło”
  - Odcinek Luboml
  - Odcinek Czmykos
  - Odcinek Ostrówki
  - Odcinek Jagodzin

## Komendanci inspektoratu
- kpt. Jan Szatowski ps. „Zagończyk” (7 III 1943[1] – )